# Стивен Ларкам
Стефен Ларкам (енгл. Stephen Larkham; 29. мај 1974) бивши је аустралијски рагбиста који је са "валабисима" освојио титулу првака света 1999.

## Биографија
Висок 189 цм, тежак 88 кг, Ларкам је у каријери играо за рагби јунион тим Брамбиси са којим је освајао најјачу лигу на свету. За "валабисе" је постигао 135 поена у 102 тест мечева.